# Wasserkraftwerk Spichra
Das Wasserkraftwerk Spichra ist eine denkmalgeschützte Wasserkraftanlage an der Werra im Gebiet des Ortsteils Spichra der Gemeinde Krauthausen im Wartburgkreis in Thüringen.

## Geschichte
Die Nutzung der Werra zur Gewinnung elektrischer Energie begann Anfang des 20. Jahrhunderts, nachdem sie bereits seit Jahrhunderten dem Antrieb von Mühlen gedient hatte. Zwischen 1909 und 1913 entstanden Wasserkraftwerke flussabwärts von Spichra in Mihla und Falken. Der Erste Weltkrieg unterbrach die weitere Erschließung, erst 1920 wurden flussaufwärts weitere Kraftwerke in Hörschel an der Hörsel, unmittelbar vor deren Mündung in die Werra, und bei Wommen in Betrieb genommen.
Der Landtag des Landes Thüringen beschloss am 4. August 1923, die Wasserkraftnutzung an Werra und Saale weiter auszubauen. An der Werra waren neue Kraftwerke unter anderem bei Frankenroda und Spichra vorgesehen. Auf der Grundlage des Landtagsbeschlusses wurde am 6. September 1923 die Werrakraftwerke Aktiengesellschaft mit Sitz in Weimar gegründet, an der neben dem Land Thüringen (51 %) die Stadt Eisenach (39 %) sowie der Landkreis Eisenach (10 %) beteiligt waren. Der Eisenacher Oberbürgermeister Fritz Janson wurde stellvertretender Aufsichtsratsvorsitzender des Unternehmens, den Vorsitz erhielt der Ministerialbeamte Karl Rauch.
Noch 1923 begannen die Planung und die Vorarbeiten für das Wasserkraftwerk Spichra; das Projekt bei Frankenroda wurde hingegen nicht verwirklicht. Im März 1924 begannen die Erd- und Betonarbeiten, die sich im Sommer wegen schlechter Witterung verzögerten und im November 1924 wegen Hochwassers unterbrochen werden mussten. Die Maschinenhalle wurde im April 1925 fertiggestellt, die Floßschleuse im März 1925 eingebaut. Die Turbinen wurden im Mai 1925 geliefert und bis Juli 1925 installiert. Im September 1925 war das Wasserkraftwerk fertiggestellt, im Oktober erfolgte die Abnahme. Zur Anbindung des Kraftwerkes wurde zwischen Spichra und Eisenach eine 30-kV-Freileitung errichtet.
Der Probebetrieb des Kraftwerkes begann am 20. September 1925. Am 24. Oktober 1925 erfolgte die feierliche Inbetriebnahme, kurz darauf musste der Betrieb wegen eines erneuten Hochwassers kurzzeitig unterbrochen werden. Bis Ende 1925 wurden 1.010.820 Kilowattstunden in Spichra erzeugt.
Das Werk versorgte über die zeitgleich gebaute Freileitung zunächst Eisenach; ergänzend wurde ab 1926 auch der ländliche Raum um Spichra vom Kraftwerk versorgt. Ins benachbarte Pferdsdorf legte man 1926 eine 5-kV-Leitung, 1932 folgte eine Verbindung nach Hörschel, 1933 nach Creuzburg, das bis dahin von der Überlandzentrale Mühlhausen versorgt worden war. Auch Spichra selbst wurde erst ab 1933 von der eigenen Wasserkraftanlage versorgt. 1932 wurde die Werrakraftwerke AG in die Thüringer Landes-Elektrizitäts-Versorgungs-Aktiengesellschaft (Thüringenwerk AG) eingegliedert.

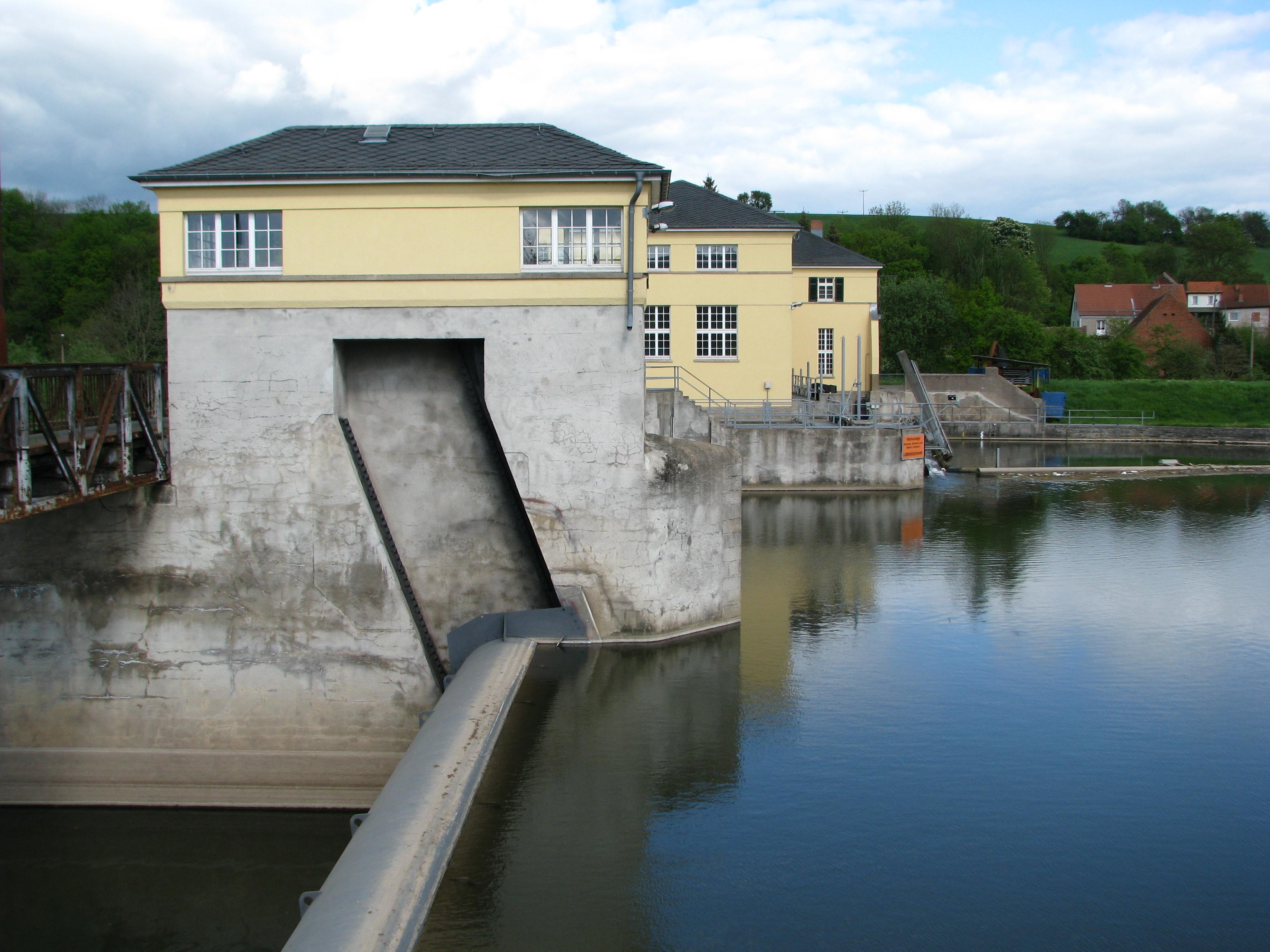
Wasserkraftwerk Spichra

In der Endphase des Zweiten Weltkrieges sprengten Angehörige der Wehrmacht die Werrabrücke über der rechten Wehrwalze des Kraftwerkes, um den Vormarsch der US Army aufzuhalten. Die dadurch entstandenen Schäden wurden 1946 beseitigt, insgesamt überstand das Kraftwerk den Krieg weitgehend unbeschadet. Zunächst von amerikanischen Truppen vom Nationalsozialismus befreit, lag Spichra ab Juli 1945 in der Sowjetischen Besatzungszone. Die Sowjetische Militäradministration in Deutschland (SMAD) stellte das Thüringenwerk im Oktober 1945 unter Sequestration (SMAD-Befehle 124 und 126) und enteignete es durch Befehl vom 1. Juli 1948 zur Umwandlung in Volkseigentum. Die Wasserkraftwerke Falken, Mihla und Spichra wurden der Betriebsdirektion Wasserkraftwerke der Vereinigung Volkseigener Betriebe Energiebezirk Süd mit Sitz in Weimar zugeordnet. Der Energiebezirk Süd wurde bereits 1953 wieder aufgelöst und der VEB Energieversorgung Erfurt gegründet, dessen Meisterbereich Wasserkraftwerke die Anlagen an der Werra betreute.
Mit dem Ausbau der Energiegewinnung aus Braunkohle in der DDR sank der Bedarf an Energie aus Wasserkraftwerken. Die in die Jahre gekommenen Wasserkraftwerke Hörschel und Mihla wurden 1964 bzw. 1970 geschlossen. Anfang der 1980er Jahre ging auch das verschlissene Wasserkraftwerk Falken vom Netz. Nach dem Korrosionsbruch einer Wehrwalze am 13. Januar 1984 wurde auch das Kraftwerk Spichra stillgelegt. Von Bedeutung blieb lediglich das neben dem Kraftwerk vorhandene Umspannwerk.
Die TEAG Thüringer Energie AG rekonstruierte das Kraftwerk im Jahr 1997 für 5,9 Millionen D-Mark. Die Wehrwalzen wurden erneuert, neue Turbinen und Generatoren installiert, die Fischtreppe neu gebaut und eine Umtrage für Wasserwanderer geschaffen. Im Februar 1998 ging die Anlage wieder ans Netz und wird heute von der Thüringer Energie AG betrieben. 2009 wurde eine Fischschleuse installiert, um den Anforderungen der EU-Wasserrahmenrichtlinie gerecht zu werden. Im Jahr 2011 wurde die zum Kraftwerk gehörende Fußgängerbrücke über die Werra denkmalgerecht erneuert.

## Technische Ausstattung
Bei der Eröffnung 1925 verfügte das Kraftwerk über drei Francis-Turbinen mit 278 kW, 331 kW und 560 kW, einen Drehstrom-Synchrongenerator mit 1,25 MW Nennleistung und einer Generatorspannung von 5,25 kV, zwei Maschinentransformatoren welche zwischen 5 kV und 30 kV mit einer Nennleistung von 1 MW bzw. 0,94 MW umspannen und ein kleinerer Transformator für das lokale Niederspannungsnetz mit 30 kW.
Die Werra wurde über eine Wehranlage mit zwei Wehrwalzen angestaut, für die Durchgängigkeit sorgte eine Floßschleuse mit Fischpass. Ein Einlaufrechen sicherte die drei Turbineneinläufe. Die jährliche erzeugte Energiemenge in Spichra lag bei etwa 5,5 Millionen Kilowattstunden pro Jahr.
Im Vorfeld der Wiederinbetriebnahme des Kraftwerkes wurde 1996 eine neue 20-kV-Schaltanlage im Kraftwerk Spichra eingebaut, um das Werk auf die im Mittelspannungsbereich inzwischen übliche Nennspannung von 20 kV umzustellen.
Nach dem Umbau im Jahr 1997 verfügt das Kraftwerk über drei Generatoren mit einer Leistung von 670 kW, 330 kW und 395 kW. Aus Gründen des Denkmalschutzes blieb einer der historischen Generatoren erhalten.

## Werrabrücke
Über die Wehrwalzen der Anlage führt eine Stahlgitterbrücke, die den Ortsverbindungsweg zwischen Spichra und dem benachbarten Pferdsdorf trägt. Sie ersetzte ab Inbetriebnahme des Kraftwerkes einen etwas weiter nördlich gelegenen Vorgängerbau und war lange Zeit die einzige Straßen- und Wegeverbindung über die Werra zwischen der Werrabrücke Creuzburg und der Werrabrücke bei Wartha. In der Endphase des Zweiten Weltkrieges wurde die Werrabrücke von Angehörigen der Wehrmacht über der rechten Wehrwalze gesprengt, um den Vormarsch der US Army aufzuhalten. Die Schäden wurden 1946 beseitigt. Nach der Schaffung des Grenzüberganges Wartha/Herleshausen führte bis zur Inbetriebnahme der etwa einen Kilometer südlich gelegenen Straßenbrücke der späteren Bundesstraße 7a (heute: Landesstraße 1017) in den 1960er Jahren der Interzonen-Straßenverkehr zwischen Herleshausen und Eisenach über das Bauwerk. Mit steigender Verkehrslast wurde die Brücke in den 1980er Jahren für den motorisierten Verkehr gesperrt und dient seither dem Fußgänger- und Radverkehr. Das über achtzig Jahre alte Brückenbauwerk musste 2010 wegen starker Korrosionsschäden demontiert werden. Es wurde durch einen denkmalgerechten Neubau ersetzt.